# Competera
Competera és una plataforma d'intel·ligència artificial que ajuda als detallistes en línia i fora de línia amb preus de cartera mitjançant recomanacions de preus en un SKU i nivell de categoria completa. Compètera es va llançar el 23 d'abril de 2014. Els fundadors són Alexander Galkin, Andrey Mikhailov, i Alexander Sazonov. La seu central es troba a Kíev, Ucraïna amb oficines addicionals a Califòrnia, Singapur i Londres. La plataforma ofereix diversos productes: dades competitives, automatització de preus i optimització de preus. Aquest últim ofereix detallistes amb recomanacions de preus i promocions.
Pel que fa al finaçament, Competera ha rebut la primera inversió en risc del fons SMRK Venture. Posteriorment, la companyia va plantejar un total de 3 milions de dòlars en finançament de 2 rondes. L'últim finançament es va plantejar el 5 de febrer de 2019, des d'una ronda de llavor.
Competera ofereix recomanacions periòdiques de revisió, promoció i marcadors per als detallistes Omnichannel. Es basen en 60 factors de preus i no preus, demanda de clients i normes de negoci individuals de clients. Utilitza tecnologia d'aprenentatge i pràctiques economètriques per permetre als usuaris establir el preu correcte per a un producte en qualsevol categoria o indústria.

## Premis
El gener del 2021 es va incloure Competera a Gartner Market Guide.
A l'hivern 2020, Competera es va presentar a l'actual informe de planificació detallista de la investigació de Forrester.